# Haderslevbanen
Haderslevbanen er jernbanen mellem Vojens og Haderslev, der blev åbnet i 1866. Persontrafikken blev officielt nedlagt i 1978 og godstrafikken i 1999. Nu er der kun kørsel med veterantog.

## Historie
På grund af det bakkede terræn ved de sønderjyske fjorde blev Den Sønderjyske Længdebane ikke ført ned til Haderslev og Aabenraa. I stedet blev der anlagt sidebaner fra længdebanen til de to byer. Haderslevbanen blev anlagt af konsortiet Peto, Brassey and Betts. Banen var fra starten 11,9 km lang, og endestationen i Haderslev lå i byens udkant ved siden af bryggeriet Fuglsang. Stationsbygningerne blev tegnet af N.P.C. Holsøe.
I 1899 startede anlægget af Haderslev Amts Jernbaner. Amtsbanegården (Hadersleben Kleinbahnhof) blev lagt ved Jomfrustien inde i byen. En af de smalsporede amtsbanestrækninger gik fra statsbanegården (Alt Hadersleben) via amtsbanegården til Christiansfeld, og en anden gik fra amtsbanegården forbi Haderslev Havn syd om Haderslev Dam til Vojens. Haderslevbanen fik dermed en havnebane, idet den 2,3 km lange strækning statsbanegården-amtsbanegården-havnen havde 4 skinnestrenge, så amtsbanen kunne køre statsbanens normalsporede godsvogne til og fra havnen.
DSB overtog efter genforeningen i 1920 driften af banen. Statsbanegården fortsatte under betegnelsen "Haderslev", fra 1928 "Haderslev Statsbanestation". Kredsbanegården fortsatte som "Haderslev Amtsbanegård". I 1933 nedlagde amtsbanerne linjen til Skodborg, som også omfattede strækningen mellem de to banegårde i Haderslev. Men fra 1934 førte DSB alle tog til amtsbanegården og flyttede maskindepotet dertil. Haderslev Statsbanestation ændrede nu navn til "Haderslev Vestbanegård" og fik indskrænket betjening. Perronsporets østende blev forlænget i en kurve mod nord og forbundet med sporet til amtsbanegården, så det blev muligt at køre direkte derfra til Vojens. Samtidig blev der anlagt et krydsningsspor med en meget smal mellemperron.
I 1939 blev den sidste amtsbanestrækning nedlagt, så DSB helt overtog Haderslev Amtsbanegård. Dens navn var ikke længere dækkende, så det blev i 1943 ændret til "Haderslev Bystation". Samtidig skiftede Haderslev Vestbanegård navn til "Haderslev H". Haderslevbanen havde nu en længde på 13,3 km.
For at undgå to overskæringer i Haderslev, bl.a. den stærkt trafikerede på Nørregade, der dengang var hovedvej 10, blev Haderslev Bystation i 1950 flyttet til den tomme tyske Fridrichsschule vest for Nørregade. Haderslevbanens længde blev hermed reduceret til 12,8 km. Den tidligere amtsbanegård blev nu rutebilstation indtil 1961, hvor den blev flyttet fra Jomfrustien til den nuværende placering ved Nørregade. Maskindepotet blev nedlagt i 1951, og i stedet blev der på Haderslev H opført en ny remise, som er bevaret. Haderslev H fik i 1967 navnet Haderslev Vestbanegård tilbage.
2. januar 1974 blev persontrafikken indstillet "midlertidigt" pga. oliekrisen, men DSB genoptog aldrig persontrafikken, og køreplanen kom kun til at indeholde bustider. Ifølge en lov af 21. december 1977 kunne driften på strækningen indskrænkes til kun at omfatte befordring af vognladningsgods, og i maj 1978 forsvandt strækningen helt fra togkøreplanen. Banen var nu en ren godsbane, og Bystationen på Nørregade 41 var overflødig. DSB solgte den i juli 1979 til Haderslev Kommune, som ville føre bygningen fra 1831 tilbage til sit oprindelige udseende og indrette den til Skole- og Kulturforvaltningen.

## Strækningsdata
- Åbnet: 2. maj 1866
- Længde: 11,9 km. Fra 1939 13,3 km til Amtsbanegården samt 0,7 km havnebane. Fra 1950 12,8 km til Haderslev Bystation samt 1,2 km havnebane, der startede ved Nørregade
- Enkeltsporet
- Sporvidde: 1.435 mm
- Skinnevægt (1972): 33,4 kg/m
- Maks. hastighed: 75 km/t
- Maks. akseltryk: 18 t
- Nedlagt: 26. maj 1974 – godstrafik til 1999

## Standsningssteder
- Vojens station (Oj) i km 0,0 – forbindelse med Fredericia-Padborg-banen.
- Styding trinbræt (Sü) i km 4,4 fra 1878, senere billetsalgssted, i 1920 igen trinbræt.
- Hammelev billetsalgssted (Hmm) i km 6,2 med sidespor, senere også stykgodsekspedition. Station 1922-53, derefter trinbræt. Sidesporet blev genåbnet 3 måneder senere og var åbent indtil 1963. Fra 1973 havde trinbrættet kun busbetjening, og det blev nedlagt i 1978. Stationsbygningen blev revet ned i 1950'erne.
- Strengløkke trinbræt i km 10,0 (kun på veteranbanen).
- Haderslev i km 11,9. Fra 1928 Haderslev Statsbanestation. Fra 1934 Haderslev Vestbanegård eller bare Haderslev Vest (Hav). Fra 1943 Haderslev H (Had). Fra 1967 igen Haderslev Vest, nu som trinbræt og kun med godsekspedition, ikke billetsalg. Stationsbygningen blev revet ned i 1985. Det omfattende sporareal blev i starten af 1990'erne indskrænket til det nuværende omløbsspor og to stikspor.
- Haderslev Bystation (Hab) i km 12,8 fra 1950 med perronspor, omløbsspor og depotspor.
- Haderslev Amtsbanegård i km 13,3 fra 1934. Haderslev Bystation (Hab) 1943-50. Maskindepot 1934-51. Stationsbygningen blev revet ned i 1962.

- Styding
- Hammelev
- Strengløkke
- Den bevarede remise
- Haderslev Vest
- Haderslev By
- Havnebanens start
- Th. lå Amtsbanegården

## Veteranbane
Allerede i 1972 begyndte Kolding Lokomotivklub (KLK) at køre med eget veterantog på banen. Efter at Banestyrelsen lukkede strækningen 1. januar 2001, kunne KLK mod betaling af baneafgift stadig benytte banen, dog ikke havnebanen. Efter KLKs juletog i december 2004 blev banen lukket, også for veterantog. I december 2005 fik trafikministeren ved lov bemyndigelse til at nedlægge banen. Genoptagelse af godstrafikken blev i 2009 vurderet til at koste 60 mill. DKK. Skinnerne var i rimelig stand, men 40% af svellerne skulle udskiftes straks og resten over de følgende 5-10 år.
I 2003 var der fremsat forslag om at tage skinnerne op og omdanne banelegemet til cykelsti, men en lokal arbejdsgruppe kæmpede for at genåbne banen som veteranbane. I 2009 besluttede KLK at blive en del af DSB Museumstog under navnet DSB Museumstog Syd. 22. september 2010 blev der dannet en forening, som i 2011 overtog brugsretten til banen og stiller med billetsælgere, rengøringsfolk og servicepersonale. Foreningen har også pligt til at vedligeholde banen, og Trafikstyrelsen skulle godkende den til veterantogsdrift med en maksimal hastighed på 40 km/t og et akseltryk på højest 12 tons. DSB Museumstog Syd kører togene og stiller med sikkerhedsuddannet personale. 13. juli 2011 blev banen genåbnet for veterantogskørsel, som Sydjyllands Veterantog (SJVT) nu foretager regelmæssigt. Veterantog Vest kører somme tider også banen.
55°14′56″N 9°22′53″Ø / 55.2488°N 9.3815°Ø